# روستای هوایی
روستای هوایی (فرانسوی: Le Village aérien‎) یک کتاب از ژول ورن است که در سال ۱۹۰۱ منتشر شد. این داستان در مورد داروینیسم بوده و یکی از کتاب‌های سفرهای شگفت‌انگیز می‌باشد.